# کچیلی (آماسیه)
کچیلی (به ترکی استانبولی: Keçili) یک منطقهٔ مسکونی در ترکیه است که در آماسیه واقع شده‌است.